# Thomas Haasmann
Thomas Haasmann (* 2. August 1961 in Wien) ist ein ehemaliger österreichischer Judoka. Er kämpfte für den JC Manner Wien und nahm 1984 an den Olympischen Sommerspielen in Los Angeles teil. Bei den Judo-Europameisterschaften 1986 in Novi Sad gewann  er mit der Mannschaft die Silbermedaille.
Im Jahr 2019 wurde ihm der 7. Dan verliehen.
Derzeit leitet er den Verein Galaxy Judo Tigers in Wien.

## Erfolge
Folgende Erfolge konnte Haasmann jeweils in der 78-kg-Gewichtsklasse erreichen:
- 1. Rang Militärweltmeisterschaften Warendorf 1988
- 1. Rang Hungaria Cup Budapest 1987
- 1. Rang ASKÖ World Tournament Leonding 1986
- 2. Rang Mannschaftseuropameisterschaft Novi Sad 1986
- 2. Rang International Tournament Potsdam 1985
- 2. Rang Tournoi de Paris 1985
- 2. Rang Studentenweltmeisterschaften Straßburg 1984
- 3. Rang Polish Open Warschau 1988
- 3. Rang ASKÖ World Tournament Leonding 1987
- 3. Rang Matsumae Cup Wien 1986
- 3. Rang Militärweltmeisterschaften Brüssel 1986
- 3. Rang ASKÖ World Tournament Leonding 1984
- 3. Rang German Open Frechen 1984
- 3. Rang Polish Open Warschau 1982
- 3. Rang International Tournament Potsdam 1981

- zweifacher österreichischer Meister